# کهن‌دژ (کیار)
کهن‌دژ، روستایی در دهستان ناغان بخش ناغان شهرستان کیار در استان چهارمحال و بختیاری ایران است.

## جمعیت
بر پایه سرشماری عمومی نفوس و مسکن در سال ۱۳۹۵، جمعیت این روستا برابر با ۷۱ نفر (۲۴ خانوار) بوده‌است.